# 两广树参
两广树参（学名：Dendropanax parvifloroides）为五加科树参属的植物，为中国的特有植物。分布在中国大陆的云南、广东、广西等地，生长于海拔1,000米的地区，多生于常绿阔叶林下较荫蔽处，目前尚未由人工引种栽培。

## 别名
拟小花木五加（植物分类学报）、假小花木五加（广西植物名录）

## 异名
- Dendropanax parvifloroides C. N. Ho var. chartaceus Feng et Y. R. Li